# Propagación multicamino

Diagrama de la propagación multicamino.

La propagación multicamino o propagación multitrayecto, en telecomunicaciones vía radio, es el fenómeno dado cuando las señales de radio llegan a la antena o antenas receptoras por dos o más caminos y en diferentes tiempos. Este fenómeno puede causar problemas en la recepción de la señal, debido a la interacción entre las señales recibidas. Esta desviación se produce normalmente por el medio de transmisión de la señal, el cual define el camino que seguirá la onda. A fines prácticos, la señal obtenida en recepción difiere de la original y causa efectos que se han de compensar.

## Causas
Existen diferentes fenómenos naturales que causan este fenómeno. En su gran mayoría se debe al camino que siguen las ondas al propagarse, actuando con la atmósfera terrestre. Se produce reflexión y refracción de las ondas en la ionosfera, algo que ayuda a la propagación de estas a grandes distancias en la Tierra, debido a las partículas de iones presentes en esta capa. Además, también puede producirse una desviación del camino por la reflexión en el agua, o en imperfecciones en la capa terrestre como valles o montañas. Incluso las construcciones humanas pueden intervenir en el fenómeno de la propagación multicamino.

## Efectos físicos en la señal
Como se ha comentado antes, los diferentes medios de transmisión causan una propagación de la señal por diferentes caminos, que hace que obtengamos una señal en recepción formada por la interacción de las diferentes señales que han viajado por caminos diferentes. 

Interferencia destructiva.

Pueden darse diferentes tipos de fenómenos entre varias señales. Los efectos más típicos son las interferencias constructivas y destructivas. En la interferencia constructiva, dos ondas en fase de parecida frecuencia se juntan en punto y esto da lugar a una onda de mayor amplitud. Por el contrario, si dos ondas de parecida frecuencia, pero en oposición de fase, concurren en un punto, la onda resultante sería de menor amplitud, pudiendo llegar incluso a anularse. Es la llamada interferencia destructiva. En cualquier caso, siempre obtendremos en recepción un desfase de las señales entre ellas debido al camino diferente recorrido en la propagación.

## Consecuencias del fenómeno
Todas estas interacciones físicas de la señal hacen que obtengamos diferentes desperfectos en diferentes aplicaciones que las que se trabaje.

### Televisión

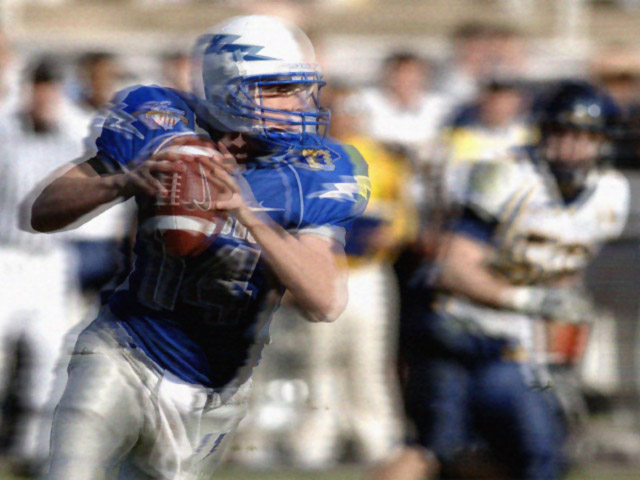
Imagen fantasma en televisión

El problema más común es que aparezca la denominada imagen fantasma. Aparece en la pantalla una imagen superpuesta a la original, desplazada y de menor intensidad, correspondiente a una onda que ha llegado más tarde a recepción debido a una reflexión en algún punto del medio. Apreciamos un efecto de la imagen borrosa. Es un problema típico también en la transmisión de fax. También se produce el efecto de Jitter, causado también por la desviación temporal de las señales recibidas. Estos problemas aparecerán en las transmisiones de televisión analógica.

### Comunicaciones digitales
La propagación multicamino puede producir en las comunicaciones digitales una interferencia intersimbólica. Puede haber una superposición entre los símbolos al recibir la señal digital. Para corregirlo se lleva a cabo el uso de ecualizadores, multiplexación ODFM, o rake receivers, un conjunto sub-receptor de radio, que analizando el retraso de cada onda y la correlación entre ellas puede recuperar los símbolos originales.

### Radar
En aplicaciones de radar, esta desviación temporal puede hacer que aparezcan objetivos fantasma en el receptor. Estos objetivos llegan a ser molestos, ya que se comportan como objetivos normales sobre el mapa y es costoso encontrar el objetivo original. A menudo se hace uso de mapas de altura para diferenciar el origen de la señal y eliminar los objetivos provenientes de una cierta altitud.